# Štětka laločnatá

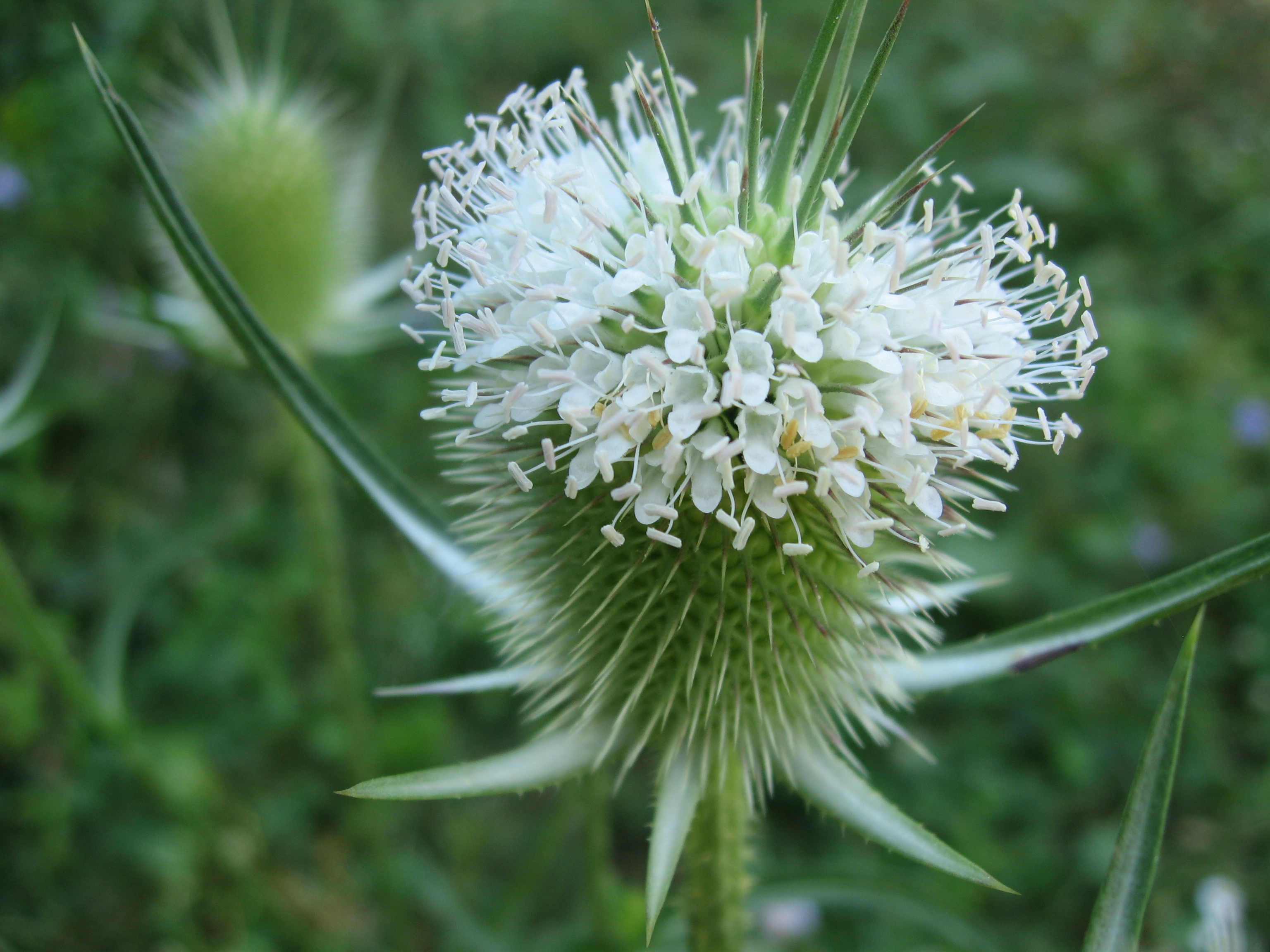
Květenství

Štětka laločnatá (Dipsacus laciniatus) je statná, ostnatá, až metr a půl vysoká, monokarpická, planě rostoucí rostlina, druh nevelkého rodu štětka. Vyskytuje se ve střední a jižní Evropě a dále přes Malou Asii, jižní Rusko a Kavkaz až po Střední Asii a Írán. Druhotně se nachází v Severní Americe, kam se dostala okolo roku 1700. V České republice roste roztroušeně až vzácně, těžiště výskytu leží v oblasti českého i moravského termofytika a ostrůvkovitě se objevuje v teplejších oblastí mezofytika.

## Ekologie
Roste na pastvinách, okrajích polních cest, v údolích potoků, na křovinatých stráních, lesních mýtinách, čerstvých náspech, rumovištích i na opuštěných místech antropogenního charakteru v okolí lidských sídel a v blízkosti silnic a dálnic. Preferuje osluněná stanoviště na zásadité, mírně vlhké a těžší půdě. Na neúrodných a kamenitých místech je nižší a méně rozvětvená. Vyskytuje se v planárním a kolinním stupni, v české krajině se obvykle nenachází ve větší nadmořské výšce než 500 m.
Semena klíčí buď hned po vysemenění na podzim, nebo až na jaře, či až za několik let. V prvém roce mladý semenáček vytvoří drobnou přízemní růžici listů, která přezimuje. Druhého roku z růžice vyroste jedna nebo více rozvětvených lodyh. Na jejich vrcholech se vytvoří květy agregované do květenství strboulů a v průběhu léta postupně nakvétají v kruzích od středu nahoru a pak dolů; květ kvete pouze jeden den. V době kvetení jsou bazální listy již suché.
Pokud ve druhém roce rostlina neshromáždí dostatek živin, nevytvoří květnou lodyhu a přečká ve formě listové růžice do příštího roku. Po kvetení rostlina usychá.

## Popis
Dvouletá nebo krátce víceletá bylina s pevnou, dutou, přímou, v horní části rozvětvenou lodyhou vysokou 80 až 150 cm vyrůstající z černého, dlouhého, kůlovitého kořene. Přízemní listy s krátkými řapíky jsou obvejčité, laločnaté a na okraji vroubkované. Ostře hranatá a ostnitá lodyha je porostlá listy přisedlými, u báze párovitě srostlými, peřenolaločnými až peřenosečnými a v obryse eliptickými až kopinatými. Listy bývají dlouhé téměř 30 cm a široké až 15 cm, na svrchní straně jsou holé a na rubu roztroušeně štětinaté, na žilkách a po obvodě ostnité.
Oboupohlavné květy vyrůstají sdružené ve vejčitých až eliptických, vzpřímených strboulech velkých i 7 cm, jeden může obsahovat 250 až 1500 květů. Odstávající, nestejně dlouhé, čárkovité nebo kopinaté zákrovní listeny jsou na vrcholu ostré nebo zahnuté. Květní listeny (plevy) s protáhlou špičkou jsou delší než květy, měří až 2,5 cm, vrchol mají špičatý či obloukovitě ohnutý. Čtyřčetný květ má drobný, nenápadný kalich a trubkovitou korunu tvořenou bělavými nebo narůžovělými, nestejnými plátky. Z korunní trubky přečnívají čtyři tyčinky s bílými prašníky. Gyneceum je ze dvou plodolistů, spodní semeník s jediným vajíčkem má nesouměrnou bliznu. Protandrické květy kvetou od července do září, opylovány jsou hmyzem s delším sosákem, hlavně čmeláky, včelami a motýly.
Plodem je hnědá, podlouhlá, čtyřhranná nažka asi 4 mm velká, statná rostlina jich vyprodukuje až 3000. Semena nejsou morfologicky uzpůsobena pro podporu dálkového rozšiřování, běžně se samovolně nedostávají od mateřské rostliny dále než 1,5 m. Do větších vzdálenosti jsou šířena vodou (plavou i několik dnů bez ztráty klíčivosti) a lidskou činností (podél dopravních tras jsou šířena lidmi i vozidly).

## Význam
Jedná se o rostlinu bez ekonomického přínosu. Volně žijící živočichové ani skot ji nespásá, lodyhy i listy jsou tvrdé a ostnaté. Pouze drobní hlodavci, myši a hraboši se živí jejími semeny, stejně jako někteří semenozobí ptáci.

## Ohrožení
Štětka laločnatá je sice považována za druh v české přírodě ohrožený vyhynutím, ale pomalu se vzpamatovává a nezřídka se dostává na nové lokality synantropního charakteru. Je to přičítáno jejímu rozšiřování pomoci tzv. viatické migrace kolem husté silniční i železniční sítě. V „Černém a červeném seznamu cévnatých rostlin ČR“ byla v roce 2000 hodnocená jako silně ohrožený druh (C2), kdežto v roce 2012 pouze jako ohrožený druh (C3).

## Invaze
Zatímco v České republice štětky laločnaté ubývá, v některých teplých oblastech Spojených států amerických vytváří rozlehlé monokultury a je považována za plevelný invazní druh a úporně se likviduje. Vytržené rostliny znovu obrazí ze zbytků hlubokého kořene a na posečených rostlinách již opylené květy spolehlivě dozrají v plodná semena. Na pastvinách ji pasoucí se dobytek nechává stát a může se tak nerušeně intenzivně množit a svými širokými přízemními růžicemi listů bránit v růstu travinám.

## Galerie

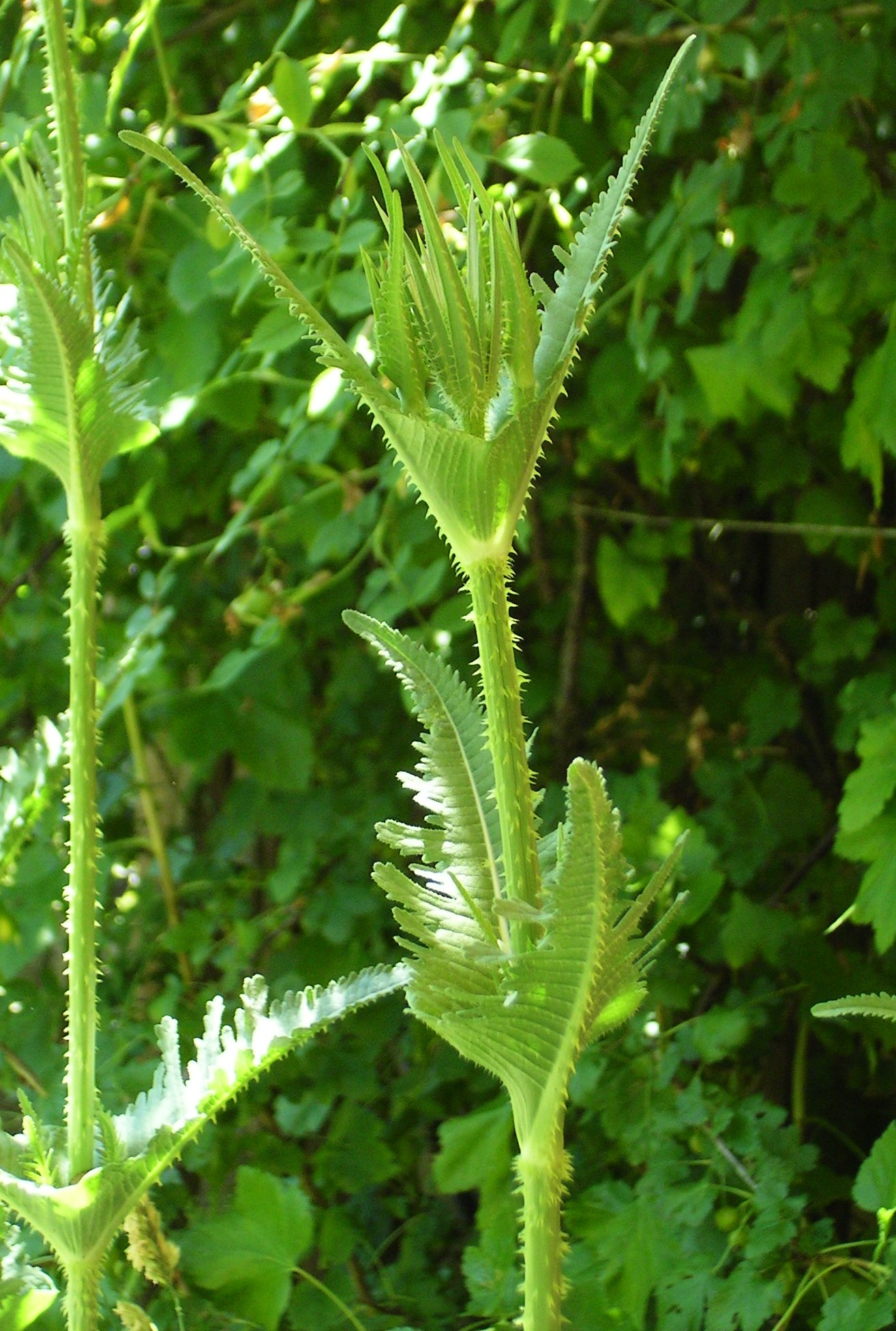
Lodyžní listy
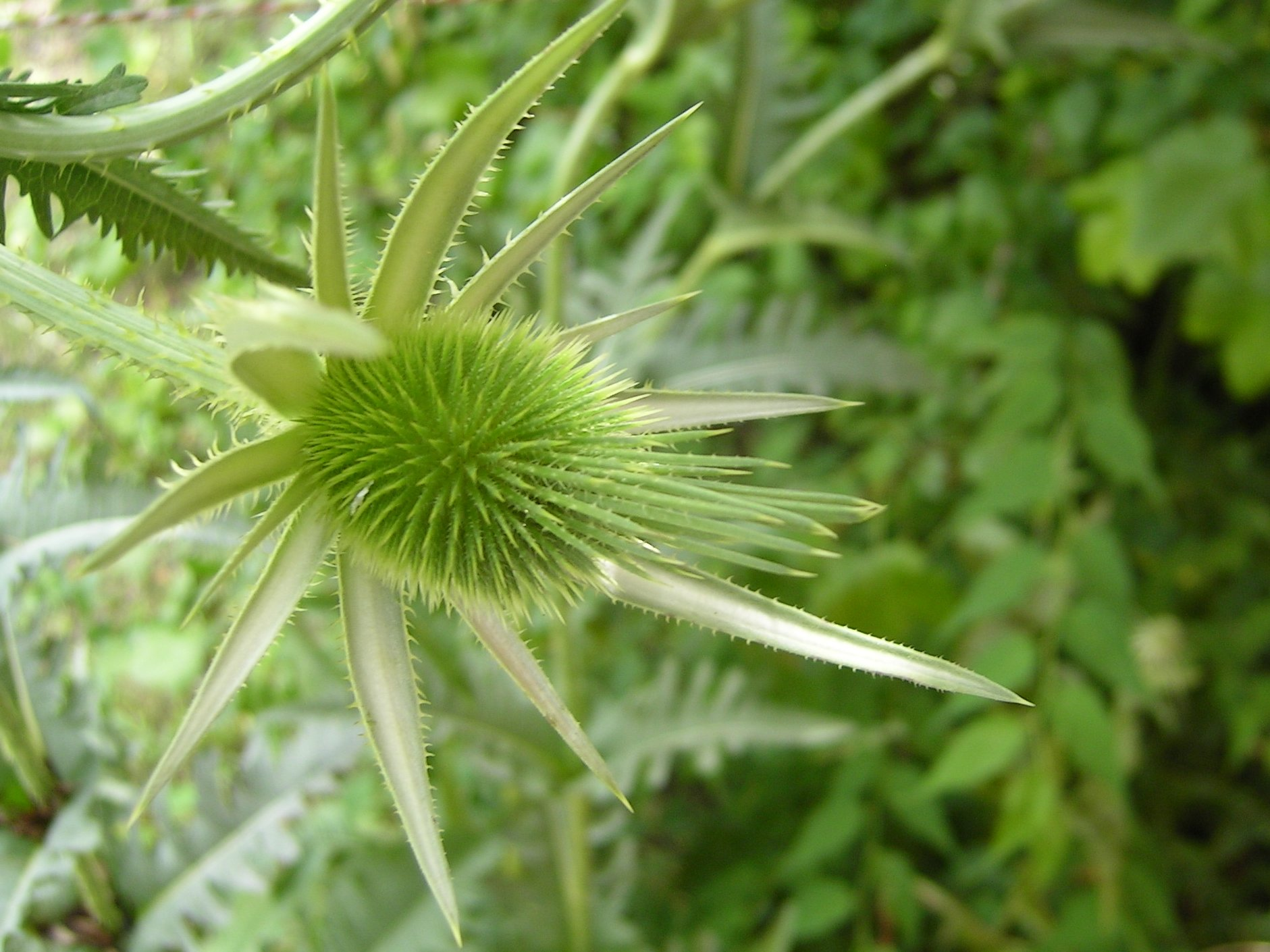
Strboul před kvetením
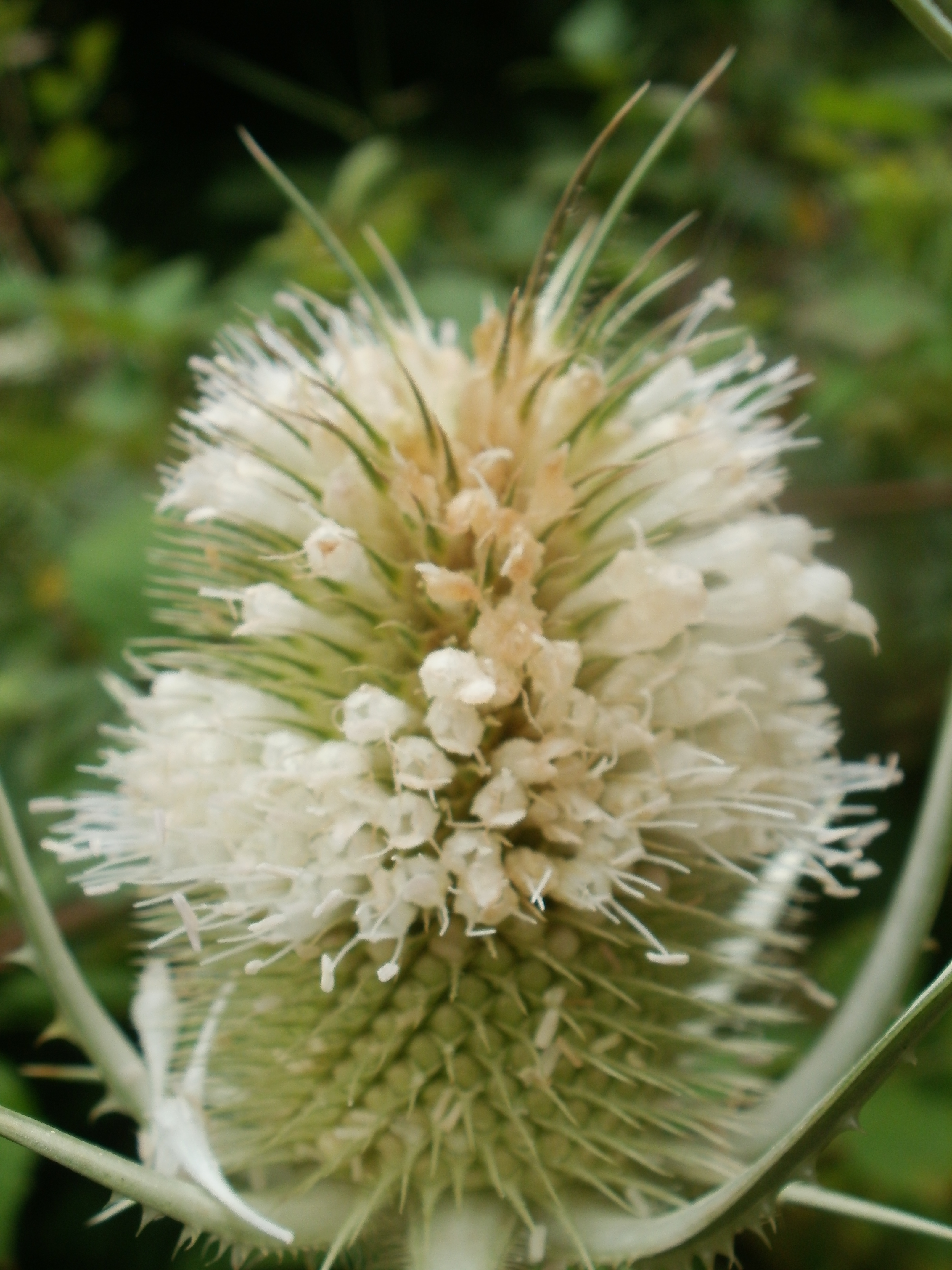
Kvetoucí strboul
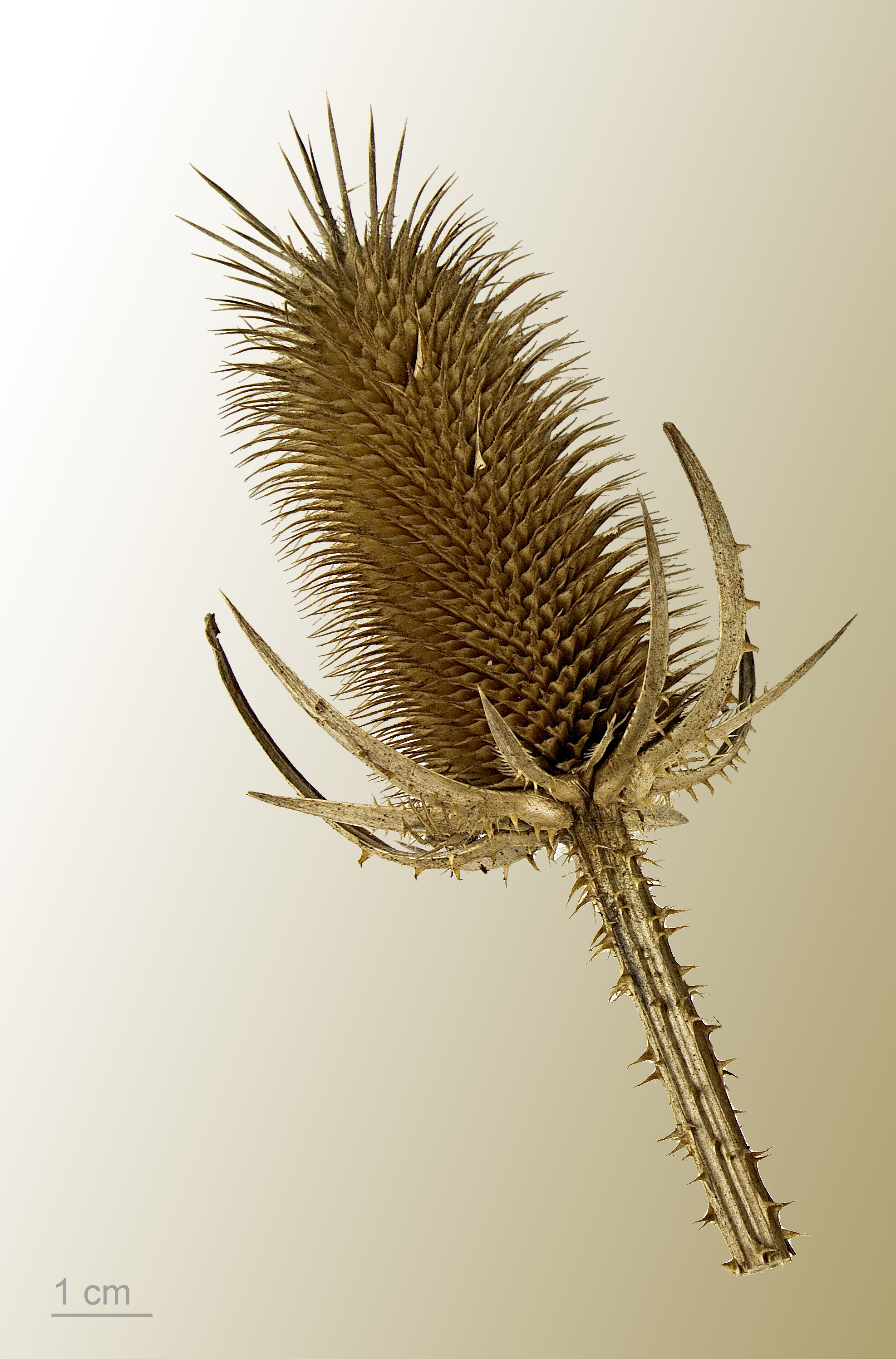
Odkvetlý strboul